# Echinorhynchinae
Sous-famille
La sous-famille des Echinorhynchinae comprend quatre genres composés des espèces suivantes :
- Acanthocephalus Koelreuther, 1771
  - Acanthocephalus acutispinus Machado, 1891
  - Acanthocephalus acutulus Van Cleve, 1931
  - Acanthocephalus alabamensis Amin & Williams, 1983
  - Acanthocephalus anguillae (Mueller, 1780)
  - Acanthocephalus anthuris (Dujardin, 1845)
  - Acanthocephalus balkanicus Batchvoarov, 1974
  - Acanthocephalus breviprostatus Kennedy, 1982
  - Acanthocephalus clavula (Dujardin, 1845)
  - Acanthocephalus correalimai Machado, 1970
  - Acanthocephalus criniae Anow, 1971
  - Acanthocephalus curtus (Achenrov, et al, 1941)
  - Acanthocephalus dirus (Van Cleve, 1931)
  - Acanthocephalus domerguei (Golvan, et al, 1972
  - Acanthocephalus echigoensis Fujita, 1920
  - Acanthocephalus elongatus Van Cleve, 1937
  - Acanthocephalus falcatus (Froelich, 1789)
  - Acanthocephalus fluviatilis Paperna, 1964
  - Acanthocephalus galaxii Hine, 1977
  - Acanthocephalus goaensis Jain et Gupta, 1981
  - Acanthocephalus gotoi Van Cleve, 1925
  - Acanthocephalus graciliacanthus Meyer, 1932
  - Acanthocephalus haranti Golvan et Oliver, 1969
  - Acanthocephalus hastae Bayliss, 1944
  - Acanthocephalus japonicus (Fukui et Morisita, 1936)
  - Acanthocephalus kaskmirensis Datta, 1936
  - Acanthocephalus kubulensis Datta et Soota, 1956
  - Acanthocephalus lucidus Van Cleve, 1925
  - Acanthocephalus lucii (Müller, 1776)
  - Acanthocephalus lutzi (Linstow, 1896)
  - Acanthocephalus madagascariensis Golvan, 1965
  - Acanthocephalus minor Yamaguti, 1935
  - Acanthocephalus nanus Van Cleve, 1925
  - Acanthocephalus opsariichthydis
  - Acanthocephalus parallelotestis Achmerov, et al, 1941
  - Acanthocephalus paronai (Condorelli, 1897)
  - Acanthocephalus pesteri Tadros, 1966
  - Acanthocephalus ranae (Schrank, 1788)
  - Acanthocephalus rauschi (Schmidt, 1969)
  - Acanthocephalus sameguiensis
  - Acanthocephalus serendibensis Crusz et Mills, 1970
  - Acanthocephalus srilankensis Crusz et Ching, 1976
  - Acanthocephalus tahleguahensis Oetinger et Buckner, 1976
  - Acanthocephalus tenuirostris (Achmerov, et al, 1941)
  - Acanthocephalus tigrinae (Shipley, 1903)
  - Acanthocephalus tumescens (Linstow, 1896)
- Echinorhynchus Zoega, 1776
  - Echinorhynchus abyssicola Dollfus, 1931
  - Echinorhynchus acanthotrias Linstow, 1883
  - Echinorhynchus alcedinis Westrumb, 1821
  - Echinorhynchus armoricanus Golvan, 1969
  - Echinorhynchus astacifluviatilis Diesing, 1851
  - Echinorhynchus attenuatus Linton, 1891
  - Echinorhynchus baeri Kostylev, 1928
  - Echinorhynchus bipennis Kaiser, 1893
  - Echinorhynchus blenni Rudolphi, 1810
  - Echinorhynchus briconi Machado, 1959
  - Echinorhynchus calloti Golvan, 1969
  - Echinorhynchus canyonensis Huffman et Kleiver, 1977
  - Echinorhynchus cestodicola Linstow, 1905
  - Echinorhynchus chierchiae Monticelli, 1889
  - Echinorhynchus cinctulus Porta, 1905
  - Echinorhynchus corrugatus Sars, 1885
  - Echinorhynchus cotti Yamaguti, 1939
  - Echinorhynchus cryophilus (Sokolowskaja, 1962)
  - Echinorhynchus debenhami Leiper et Atkinson, 1914
  - Echinorhynchus dendrocopi Westrumb, 1821
  - Echinorhynchus diffuens Zenker, 1832
  - Echinorhynchus dissimilis Yamaguti, 1939
  - Echinorhynchus eperlani Linstow, 1884
  - Echinorhynchus gadi Zoega, 1776
  - Echinorhynchus galbulae Diesing, 1851
  - Echinorhynchus garzae Zeder, 1803
  - Echinorhynchus gazae Gmelin, 1790
  - Echinorhynchus gomesi Machado, 1948
  - Echinorhynchus gracilis Machado, 1948
  - Echinorhynchus gymnocyprii Wang et Yang, 1981
  - Echinorhynchus hexacanthus Dujardin, 1845
  - Echinorhynchus hexagrammi Beava, 1965
  - Echinorhynchus inflexus Cobbold, 1861
  - Echinorhynchus jucundus Travassos, 1923
  - Echinorhynchus kushiroensis Fujita, 1921
  - Echinorhynchus labri Rudolphi, 1819
  - Echinorhynchus lageniformis Ekbaum, 1838
  - Echinorhynchus lateralis Leidy, 1851
  - Echinorhynchus laurentianus Roland, 1957
  - Echinorhynchus leidyi Van Cleve, 1924
  - Echinorhynchus lendix (Phipps, 1774)
  - Echinorhynchus lenoki Achmerov, et al, 1941
  - Echinorhynchus lotellae Yamaguti, 1939
  - Echinorhynchus melanoglaeae Dollfus, 1960
  - Echinorhynchus monticelli Porta, 1904
  - Echinorhynchus nardoi Molin, 1859
  - Echinorhynchus nitzschi Giebel, 1866
  - Echinorhynchus oblitus Golvan, 1969
  - Echinorhynchus orestiae Neveu-Lamaire, 1905
  - Echinorhynchus orientalis Kaw, 1951
  - Echinorhynchus paranensis Machado, 1959
  - Echinorhynchus parasiluri Fukui, 1929
  - Echinorhynchus pardi Huxley, 1902
  - Echinorhynchus pari Rudolphi, 1819
  - Echinorhynchus peleci Grimm, 1870
  - Echinorhynchus platessae Rudolphi, 1809
  - Echinorhynchus platessoides Gmelin, 1790
  - Echinorhynchus pleuronectis Gmelin, 1790
  - Echinorhynchus pleuronectisplatessoides Viborg, 1795
  - Echinorhynchus praetextus Molin, 1858
  - Echinorhynchus pupa Linstow, 1905
  - Echinorhynchus rhenanus (Golvan, 1969)
  - Echinorhynchus rhytidodes Monticelli, 1905
  - Echinorhynchus robustus Datta, 1928
  - Echinorhynchus salmonis Mueller, 1784
  - Echinorhynchus salobrensis Machado, 1948
  - Echinorhynchus sciaenae Rudolphi, 1819
  - Echinorhynchus scopis Gmelin, 1790
  - Echinorhynchus scorpaenae Rudolphi, 1819
  - Echinorhynchus serpentulus Grimm, 1870
  - Echinorhynchus sipunculus Schrank, 1788
  - Echinorhynchus solitarium Molin, 1858
  - Echinorhynchus stridulae Goeze, 1782
  - Echinorhynchus strigis Gmelin, 1782
  - Echinorhynchus taeniaeforme Linstow, 1890
  - Echinorhynchus tardae Rudolphi, 1809
  - Echinorhynchus tenuicollis Froelich, 1802
  - Echinorhynchus truttae Schrank, 1788
  - Echinorhynchus urniger Dujardin, 1845
  - Echinorhynchus Yamagutii Golvan, 1969
  - Echinorhynchus zanclorhynchi Johnston et Best, 1937
- Pilum Williams, 1976
  - Pilum pilum Williams, 1976
- Pseudoacanthocephalus Petrochenko, 1956
  - Pseudoacanthocephalus betsileo Golvan, Houin, Bygoo, 1969
  - Pseudoacanthocephalus bigueti (Houin, Golvan, Bygoo, 1965)
  - Pseudoacanthocephalus bufonicola (Kostylev, 1941)
  - Pseudoacanthocephalus bufonis (Shipley, 1903)
  - Pseudoacanthocephalus caucasicus (Petrochenko, 1953)
  - Pseudoacanthocephalus perthensis Edmonds, 1971
  - Pseudoacanthocephalus xenopeltidis (Shipley, 1903)